# Kúfai iskola
A kúfai iskola az arab nyelvvel kapcsolatos nyelvészeti és filológiai tudományos kutatások egyik fő irányzata volt a 8–10. század között, amely nevét Kúfa iraki városáról kapta. A rivális baszrai iskolától leginkább megengedő, kevéssé normatív megközelítésével tért el.

## Az irányzat
A 638-ban táborvárosként újonnan alapított Kúfa a 7. században egy ideig a kalifátus fővárosa, majd tartományi központ lett, és az iszlám síita irányzatának egyik legjelentősebb bástyája volt a kora újkorig. Ezzel párhuzamosan a kibontakozó vallás-, jog- és nyelvtudományi kutatások, valamint a szépirodalom egyik legfőbb centrumává is vált. Az iskola maga csak a 8. század végére jött létre a legkiemelkedőbb nyelvészek és filológusok tevékenysége révén. A baszrai iskolához hasonlóan a 10. században vesztette el jelentőségét: részben Bagdad, részint a függetlenedő részfejedelemségek tudósai vitték tovább a két irányzat munkáját, törekedve ellentéteik elsimítására és eredményeik szintetizálására. (Közülük a bagdadi iskola tett szert nagyobb jelentőségre.)
A Kúfában folyó nyelvészeti kutatásokhoz és rendszerező munkához – ahogy Baszrában is – szorosan kapcsolódott a pogány kori és kortárs beduinok költészetének gyűjtése, amit a Korán mellett az ékes és helyes arab nyelv forrásainak tekintettek. A nyelvtani szabályokat ugyanis a szent könyvből és a kaszídákból merített bizonyító helyekkel (sáhid, tbsz. saváhid) megtámogatva igyekeztek megalkotni. Rendszerük kialakítása során (a szigorú baszrai iskolával ellentétben) bármilyen, akár csak egyetlen alkalommal is előforduló jelenséget is felhasználtak analógiás (kijász) következtetések levonására. A kutatások a lexikográfia alapjait is megvetették: az összegyűjtött versanyagból leszűrt szókincsből különféle tematikus gyűjteményeket alkottak. Előszeretettel gyűjtötték a ritka, furcsa kifejezéseket (garíb).

## A baszrai iskola tudósai
Az iskola első nagy nyelvésze a baszrai irányzat egyik megalapítójánál, Halíl ibn Ahmadnál tanult Ali ibn Hamza al-Kiszái (†804/805) volt, akit Hárún ar-Rasíd kalifa kitüntető kegyként gyermekei nevelőjévé nevezett ki, és támogatott baszrai riválisa, Szíbavajhi ellenében is. Számos tanítványa és követője közül leginkább Abu Zakarijja al-Farrá (†822) emelkedett ki, aki al-Mamún kalifa gyermekei mellett tanítóskodott. Az ő tanítványát, a mindenekelőtt lexikográfusként és filológusként jeleskedő Ibn asz-Szikkítet (†857) al-Mutavakkil kalifa tette saját gyermekei nevelőjévé. A kúfai nyelvészek késői képviselői közé tartozik Ahmad ibn Jahja Szaalab (†904) és tanítványa, Abu Bakr ibn al-Anbári (†939), akik nyelvtani vizsgálódásaik mellett előszeretettel foglalkoztak a pogány kori költők életművével is. E téren is nagy hagyomány folytatói voltak: a helyi filológusok közé olyan kiválóságok tartoztak, mint az antológiájáról híres Mufaddal ad-Dabbi (†780-785 k.) és Halaf al-Ahmar (†795-800 k.).